# Gennadij Mikhajlov
Gennadij Mikhajlov (russisk: Геннадий Игнатьевич Михайлов tr. Gennadij Ignatjevitj Mikhajlov ; født 8. februar 1974) er en russisk tidligere professionel cykelrytter.